# Rintarō
Rintarō  (りんたろう?), pseudonimo di Shigeyuki Hayashi (林政行?, Hayashi Shigeyuki) (Tokyo, 22 gennaio 1941) è un regista e produttore cinematografico giapponese famoso per i suoi anime.

## Biografia

### Gli esordi tra Tezuka e Matsumoto
Inizia la sua carriera nel mondo degli anime nel 1958 come colorista ed intercalatore alla Toei Doga, dove, sotto la guida di Yasuji Mori, lavora nel celebre lungometraggio La leggenda del serpente bianco, cui seguono Shonen Sarutobi Sasuke e Saiyuki.
Due anni più tardi entra alla Mushi Production, fondata dal maestro Osamu Tezuka. Qui, tra l'altro, supervisiona la sua prima serie degli anni sessanta, Tetsuwan Atom (Astro Boy), tratta dall'omonimo manga di Tezuka ed è il direttore artistico della serie Jungle Taitei (Kimba, il leone bianco), sempre di Tezuka. Ma è alla fine degli anni settanta che Rintaro, grazie all'incontro con Leiji Matsumoto, ha modo di cogliere il successo che lo pone tuttora tra i più rispettati professionisti del settore.
Nel 1978 dirige infatti la serie Uchu Kaizoku Captain Harlock (Capitan Harlock), e l'anno seguente il suo primo lungometraggio, Ginga Tetsudo 999 (Galaxy Express 999 - The Movie), entrambi tratti da opere di Matsumoto e divenuti dei veri e propri cult.

### La maturità tra Otomo e la Madhouse
Nel 1983, ormai affermato e riconosciuto, dirige il lungometraggio Genma Taisen (Harmagedon - La guerra contro Genma) con Katsuhiro Ōtomo come character designer, e due anni dopo Kamui no Ken (La spada dei Kamui), tratto dall'omonimo romanzo di Tetsu Yano, realizzato con la Madhouse, di cui è cofondatore.
Dopo aver diretto innumerevoli serie, OAV e film, tra cui l'adattamento anime del manga X nel 1996, l'anno seguente si ritrova di nuovo Katsuhiro Otomo per realizzare un vecchio ed ambizioso progetto, la trasposizione sul grande schermo del famoso manga di Osamu Tezuka Metropolis. Il lungometraggio vede la luce dopo quattro anni di lavoro, nel 2001, ed incontra il favore internazionale di critica e pubblico. Nel frattempo produce con la Madhouse anche l'innovativa serie Alexander Senki (Alexander).
Tra i lavori più recenti un OAV basato sul celebre personaggio di Leiji Matsumoto Capitan Harlock, Space Pirate Captain Herlock - The Endless Odyssey, ed il contributo agli storyboard dell'OAV Master Keaton, tratto dall'omonimo manga di Naoki Urasawa e Hokusei Katsushika, e della serie breve Paranoia Agent di Satoshi Kon.

## Opere principali

### Film d'animazione
- La leggenda del serpente bianco, film, 1958 - intercalatore
- Shonen sarutobi Sasuke, film, 1959 - intercalatore
- Le 13 fatiche di Ercolino (Saiyuki, film, 1960 - intercalatore

| Titolo | Ruolo                 | Anno |
| --- | --------------------- | ---- |
| Galaxy Express 999 - The Movie                                                                                | Regia                 | 1979 |
| Addio Galaxy Express 999 - Capolinea Andromeda                                                                | Regia                 | 1981 |
| Harmagedon - La guerra contro Genma (Genma taisen)                                                            | Regia                 | 1983 |
| La spada dei Kamui                                                                                            | Regia                 | 1985 |
| Phoenix: Ho-O (Hi no tori: Houou hen)                                                                         | Regia                 | 1986 |
| Toki no tabibito Time Stranger                                                                                | Produttore            | 1986 |
| Meikyu monogatari-Labyrinth, episodio di Manie-Manie - I racconti del labirinto (Mani Mani meikyu monogatari) | Regia e sceneggiatura | 1987 |
| Il vento dell'Amnesia (Kaze no na wa Amnesia)                                                                 | Supervisore           | 1993 |
| X | Regia                 | 1996 |
| Alexander - The Movie                                                                                         | Regia                 | 2000 |
| Metropolis | Regia                 | 2001 |
| 48 x 61, cortometraggio ONA                                                                                   | Regia e Storyboard    | 2004 |
| Yona Yona Penguin                                                                                             | Regia                 | 2009 |

### OAV
| Titolo                                                                                                | Ruolo                           | Anno      |
| --- | ------------------------------- | --------- |
| X Densha Deiko                                                                                        | Sceneggiatura e regia           | 1987      |
| Bride of Deimos                                                                                       | Direttore                       | 1988      |
| Kaze no Matasaburo                                                                                    | Sceneggiatura e regia           | 1988      |
| Peacock King                                                                                          | Direttore                       | 1988      |
| Tezuka Osamu monogatari boku wa Son Goku, special                                                     | Soggetto, sceneggiatura e regia | 1989      |
| Record of Lodoss War (Lodoss no senki)                                                                | Storyboard ep. 3 e 7            | 1990      |
| Megalopolis (Teito monogatari)                                                                        | Regia                           | 1991/1992 |
| Download                                                                                              | Sceneggiatura e regia           | 1992      |
| X2: Double X, cortometraggio musicale                                                                 | Regia                           | 1993      |
| Battle Angel Alita (Gunnm)                                                                            | Supervisore                     | 1993      |
| Final Fantasy: Suishō no densetsu                                                                     | Regia                           | 1994      |
| Shin Kujaku-Oh (Peacock King:Spirit Warrior I)                                                        | Regia                           | 1994      |
| Space Pirate Captain Herlock: The Endless Odyssey (Uchu kaizoku Captain Herlock: The Endless Odyssey) | Regia                           | 2003      |
| Master Keaton                                                                                         | Stoyboard                       | 2004      |

### Serie Anime
- Astro Boy (Tetsuwan Atom), 1963 - animatore, regia ep. 4
- Kimba il leone bianco (Jungle taitei), 1965 - direttore artistico
- Shin jungle taitei, Susume Leo! (Kimba, il leone bianco II), serie TV, 1966 - regia
- Wanpaku tanteidan, 1968 - regia
- Sabu to ichi Torimonocho, 1968 - regia
- Moomin, 1969 - regia, direttore artistico
- Chobin, il principe stellare (Hoshi no ko Chobin), 1974 - animazione, storyboard
- Kum Kum il cavernicolo (Wanpaku omukashi Kum Kum), 1975 - regia
- Le più belle favole del mondo (Manga sekai Mukashi Banashi), 1976 - regia episodi
- Capitan Jet (Jetter Mars), 1977 - regia
- Grand Prix e il campionissimo (Arrow Emblem: Grand Prix no taka), 1977 - regia
- Capitan Harlock (Uchu kaizoku Captain Harlock), 1978 - regia
- Forza Sugar! (Ganbare! Genki), 1980 - regia
- Dr. Slump to Arale-chan: Hoyoyo uchu daiboken, film, 1982 - planning
- Capitan Harlock SSX - Rotta verso l'infinito (Waga seishun no Arcadia - Mugen kido SSX), 1982 - regia
- Dai - La grande avventura (Dragon Quest: dai no boken), 1991 - regia
- Alexander (Alexander senki), 1999 - produttore
- Paranoia Agent (Mōsō dairinin), 2004 - storyboard